# Głogówek (gmina)
Głogówek (niem. Gemeinde Oberglogau) – gmina miejsko-wiejska w województwie opolskim, w powiecie prudnickim. W latach 1975–1998 gmina położona była w województwie opolskim. W 2009 roku w gminie wprowadzono język niemiecki jako język pomocniczy.
Siedziba gminy to Głogówek.
Według danych z 30 czerwca 2004 gminę zamieszkiwało 14 576 osób. Spis powszechny w 2011 wykazał 13 856 mieszkańców.

## Geografia

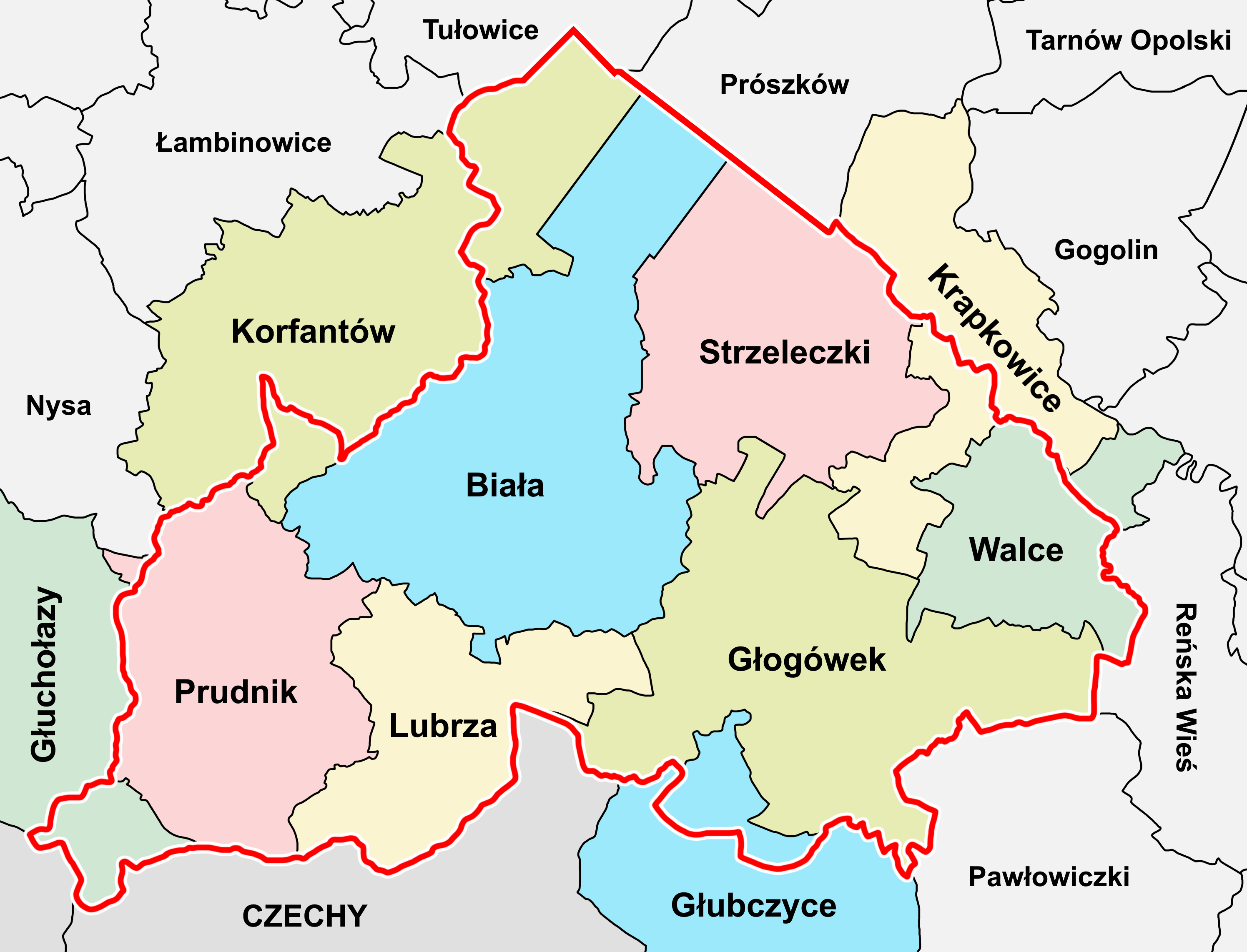
Gmina Głogówek w granicach ziemi prudnickiej

Gmina Głogówek położona jest w południowo-zachodniej Polsce, przy granicy z Czechami, na terenie Niziny Śląskiej, w regionie historycznym zwanym ziemią prudnicką, na Górnym Śląsku. Według podziału fizycznogeograficznego z 2017 dr. Krzysztofa Badory obszar gminy Głogówek znajduje się w granicach mikroregionów: Obniżenie Prudnickie, Wysoczyzna Bialska, Dolina Górnej Osobłogi, Dolina Dolnej Osobłogi, Równina Mosznej, Równina Walców, Dolina Górnej Straduni, Równina Większycka, Wysoczyzna Głubczycka.
Na zachodzie gmina Głogówek graniczy z gminami: Lubrza i Biała, na północy z gminami: Strzeleczki, Krapkowice, Walce, na wschodzie z gminą Reńska Wieś, na południu z gminami: Pawłowiczki i Głubczyce. Od strony południowo-zachodniej sąsiaduje z terytorium Czech.

### Stosunki wodne

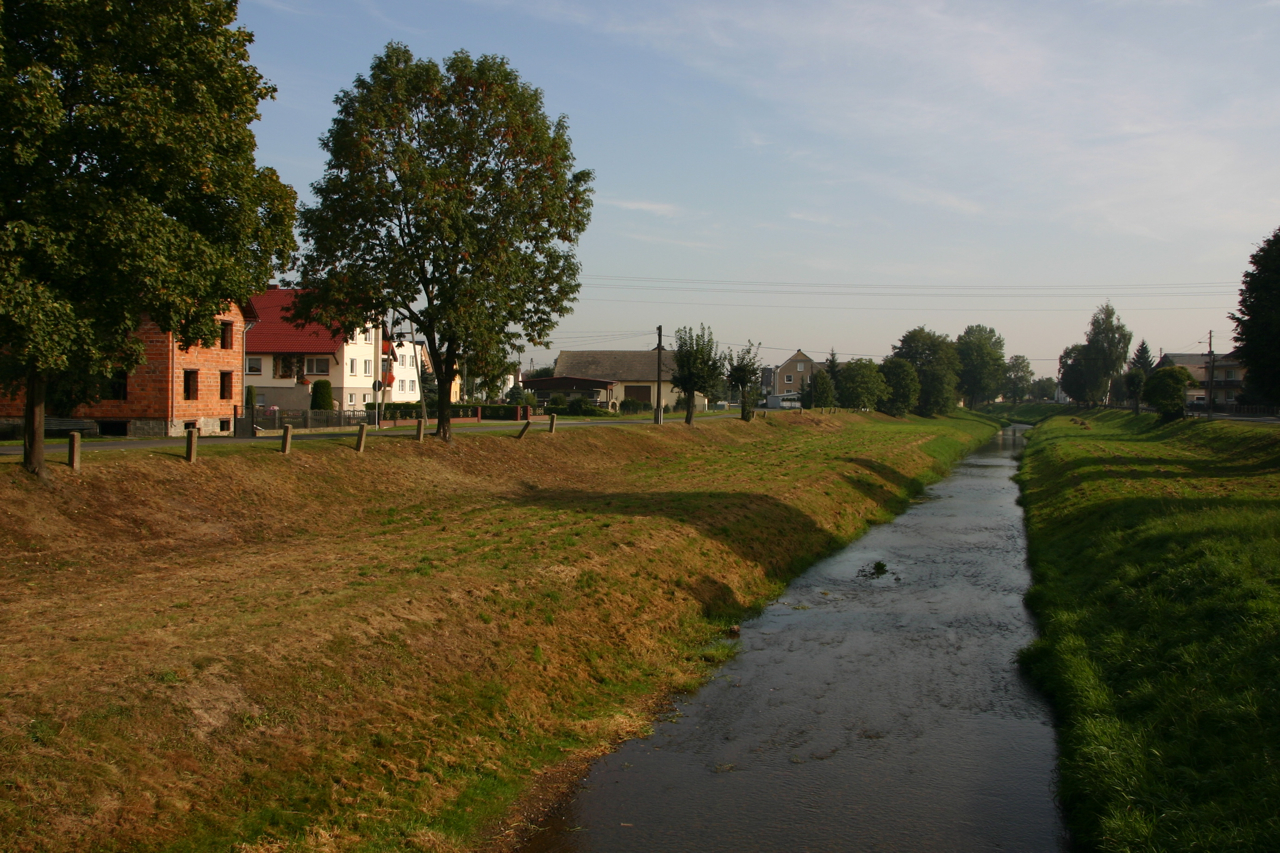
Osobłoga w Kierpniu

Przez obszar gminy Głogówek przepływają następujące cieki wodne:
- rzeki: Osobłoga, Stradunia
- potoki: Grudynka, Jakubowicki Potok
- strugi: Młynówka (dopływ Białej), Młynówka (dopływ Osobłogi), Osobłoga Rzepecka, Swornica

### Pokrycie terenu
Na terytorium gminy Głogówek znajdują się następujące formy pokrycia terenu:
- lasy: Kurka, Olszynka, Pulowski Las
- pola: Piaski

### Ochrona przyrody
W gminie Głogówek znajduje się 8 pomników przyrody. Większość jej obszaru znajduje się w granicach Nadleśnictwa Prudnik, z fragmentami w nadleśnictwach Prószków i Kędzierzyn.

## Struktura powierzchni
Według danych z roku 2002 gmina Głogówek ma obszar 170,06 km², w tym:
- użytki rolne: 87%,
- użytki leśne: 4%.

Gmina stanowi 29,77% powierzchni powiatu.

## Historia
Gminę Głogówek utworzono 1 stycznia 1973 w powiecie prudnickim w województwie opolskim. W skład gminy weszły obszary 16 sołectw: Biedrzychowice, Błażejowice Dolne, Dzierżysławice, Kierpień, Leśnik, Mionów, Mochów, Nowe Kotkowice, Racławice Śląskie, Rzepcze, Stare Kotkowice, Twardawa, Wierzch, Wróblin, Zawada i Zwiastowice. 1 czerwca 1975 gmina weszła w skład nowo utworzonego (mniejszego) województwa opolskiego. 30 października 1975 do gminy Głogówek włączono obszary sołectw Szonów, Tomice, Góreczno, Kazimierz i Ciesznów.

## Demografia
Dane z 30 czerwca 2004 i spisu powszechnego w 2011 roku:

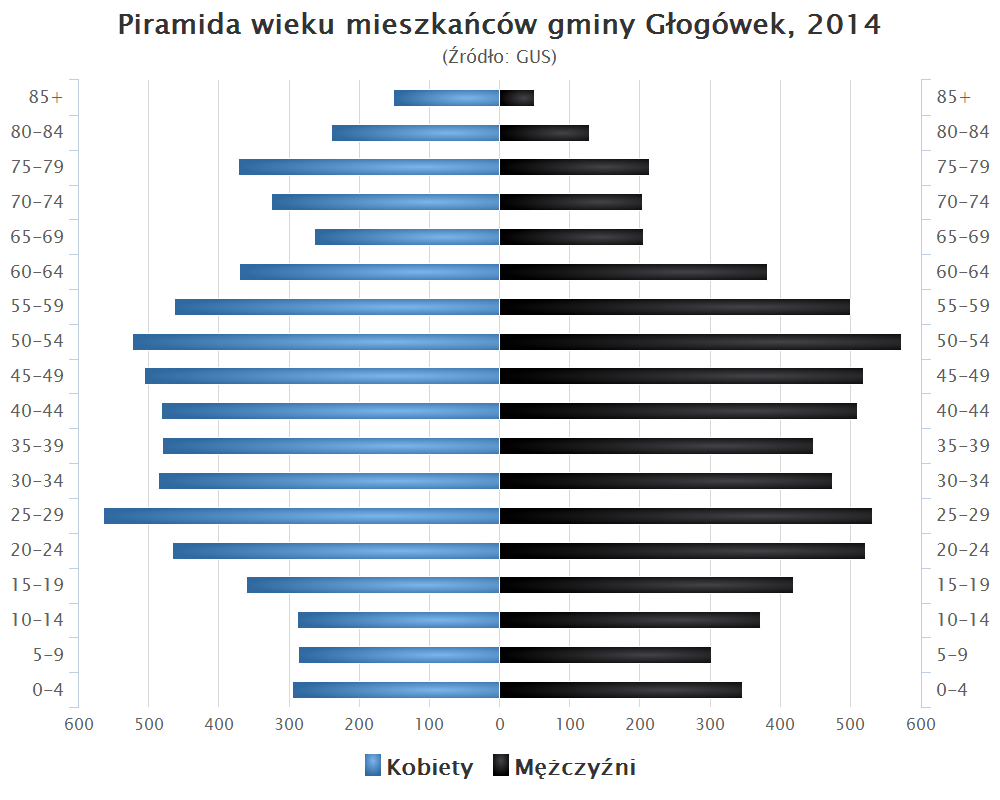
Piramida wieku mieszkańców gminy Głogówek w 2014 roku

| Opis                              | Ogółem | Ogółem | Kobiety | Kobiety | Mężczyźni | Mężczyźni |
| --------------------------------- | ------ | ------ | ------- | ------- | --------- | --------- |
| Jednostka                         | osób   | %      | osób    | %       | osób      | %         |
| Populacja 2004                    | 14 576 | 100    | 7471    | 51,3    | 7105      | 48,7      |
| Gęstość zaludnienia [mieszk./km²] | 85,7   | 85,7   | 43,9    | 43,9    | 41,8      | 41,8      |
| populacja 2011                    | 13 856 | 100    | 7111    | 51,3    | 6745      | 48,7      |
| gęstość zaludnienia (mieszk./km²) | 81,5   | 81,5   | 41,8    | 41,8    | 39,7      | 39,7      |

## Polityka
Mieszkańcy Głogówka wybierają do Rady Miejskiej 3 radnych (3 z 15). Pozostałych 12 radnych wybierają mieszkańcy terenów wiejskich gminy Głogówek. Siedzibą władz jest Urząd Miejski w Głogówku na Rynku.

### Wybory i referenda
W referendum w 2003 mieszkańcy gminy Głogówek opowiedzieli się za przystąpieniem Polski do Unii Europejskiej.
W wyborach parlamentarnych do Sejmu w 2005 w gminie wygrała Mniejszość Niemiecka. W 2007, 2011 i 2015 w gminie zwyciężyła Platforma Obywatelska. W 2019 najwięcej głosów zdobyło Prawo i Sprawiedliwość. W 2023 łącznie większość głosów zdobyły partie: Koalicja Obywatelska, Trzecia Droga, Nowa Lewica.
W wyborach prezydenckich w 2000 mieszkańcy gminy Głogówek opowiedzieli się za Aleksandrem Kwaśniewskim, w 2005 za Donaldem Tuskiem, w 2010 i 2015 za Bronisławem Komorowskim, w 2020 za Andrzejem Dudą, a w 2025 za Rafałem Trzaskowskim.

## Skład narodowościowy
Według spisu powszechnego z 2002, wśród 15129 mieszkańców gminy, 3999 mieszkańców deklarowało narodowość niepolską. Narodowość niemiecką deklarowało 3757 osób, śląską 219 osób, a inną 23 osoby.
Według spisu powszechnego z 2021, wśród 12970 mieszkańców gminy, 3175 mieszkańców deklarowało narodowość niepolską. Narodowość niemiecką deklarowało 2095 osób, śląska 1408 osób, ukraińską 24 osoby, białoruską 12 osób, a nieustaloną 5 osób.

## Sołectwa
W granicach administracyjnych gminy znajdują się:
- 21 sołectw: Biedrzychowice, Błażejowice Dolne, Ciesznów, Dzierżysławice, Góreczno, Kazimierz, Kierpień, Leśnik, Mionów, Mochów, Nowe Kotkowice, Racławice Śląskie, Rzepcze, Stare Kotkowice, Szonów, Tomice, Twardawa, Wierzch, Wróblin, Zawada. Zwiastowice
- 16 części wsi: Anachów, But, Chmielnik, Chudoba, Damasko, Golczowice, Hojnowice, Kapełków, Kolonia, Korea, Małkowice, Marianków, Mikulsko, Mucków, Sysłów, Wyszków
- 4 części miasta: Głogowiec, Oracze, Winiary, Zwierzyniec
- osada: Młodziejowice

## Bezpieczeństwo
Gmina położona jest w strefie nadgranicznej w związku z czym Straż Graniczna dysponuje, na tym obszarze, specjalnymi kompetencjami w zakresie bezpieczeństwa. Gminę Głogówek obejmuje zasięgiem służbowym placówka Straży Granicznej w Opolu ze Śląskiego Oddziału SG.

## Sąsiednie gminy
Biała, Głubczyce, Krapkowice, Lubrza, Pawłowiczki, Reńska Wieś, Strzeleczki, Walce. Gmina sąsiaduje z Czechami.